# Nyúl
Nyúl är en ort i Ungern.   Den ligger i provinsen Győr-Moson-Sopron, i den västra delen av landet, 100 km väster om huvudstaden Budapest. Nyúl ligger 125 meter över havet och antalet invånare är 3 816.
Terrängen runt Nyúl är platt. Runt Nyúl är det ganska tätbefolkat, med 86 invånare per kvadratkilometer. Närmaste större samhälle är Győr, 11,1 km norr om Nyúl. Trakten runt Nyúl består till största delen av jordbruksmark.